# Kałęczyn (powiat ciechanowski)
Kałęczyn – wieś sołecka w Polsce położona w województwie mazowieckim, w powiecie ciechanowskim, w gminie Sońsk.
W latach 1975–1998 miejscowość należała administracyjnie do województwa ciechanowskiego.
We wsi znajduje się Społeczna Szkoła Podstawowa im. Aleksandry Bąkowskiej, Społeczne Gimnazjum im. Aleksandry Bąkowskiej oraz Zespół Szkół Ponadgimnazjalnych. 
Kałęczyn graniczy z miejscowościami: Cichawy, Bylice, Wyrzyki-Pękale, Gaj, Ślubowo.